# Statuette indienne de Pompéi
La statuette indienne de Pompéi est une figurine indienne en ivoire sculpté représentant un personnage féminin, découverte au cours des années 1930 lors des fouilles archéologiques réalisées sur le site de Pompéi, ville romaine antique détruite lors de l'éruption du Vésuve en 79. 
Les premières interprétations proposaient d'identifier le personnage féminin à la  déesse Lakshmi, une déesse de la fertilité, de la beauté et de la richesse, vénérée par les Hindous et les Jaïns. Cette interprétation est encore celle qui est parfois retenue,,, ce qui explique que la sculpture est parfois désignée comme la Lakshmi de Pompéi.
Cependant, les historiens de l'art indien estiment que l'iconographie de la figurine s'apparente davantage à celle d'un yakshini, un esprit féminin de la nature, gardien des trésors naturels enfouis sous la terre et les racines des arbres, ou peut-être une version syncrétique de Vénus-Sri-Lakshmi, issue des relations anciennes entre les cultures gréco-romaine et sud-asiatique.
La statuette est conservée dans le Cabinet secret du  Musée archéologique national de Naples,